# فرودگاه کرابی
فرودگاه کرابی  (به انگلیسی: Krabi Airport) یک فرودگاه همگانی با کد یاتا KBV است که یک باند فرود آسفالت دارد و طول باند آن ۳۰۰۲ متر است. این فرودگاه در شهر کرابی کشور تایلند قرار دارد و در ارتفاع ۲۵ متری از سطح دریا واقع شده است.